# Festuca alpestris
Festuca alpestris är en gräsart som beskrevs av Johann Jakob Roemer och Schult.. Festuca alpestris ingår i släktet svinglar, och familjen gräs. Inga underarter finns listade i Catalogue of Life.